# ゼフュロス
ゼフュロス（Zephyros）は、日本のトランペット奏者である曽我部清典の発案によって作られたスライドとピストンバルブを併せ持つトランペット。1993年に初めて実用化された。

## 概要
通常の（ピストンバルブを持つ）トランペットにスライドを取り付ける構想は多くのトランペッターの概念にあったものの、トランペットの限られた管の長さの中でスライド部を確保するという技術的困難が伴ったため、長年実現されなかった。しかし、常に新しい音楽表現を追究してきた曽我部にとってC管のスライド付きトランペットの開発は悲願であり、必要不可欠なものであった。
1993年、曽我部は名古屋のバルドン楽器の竹山に製作を依頼。7月に試作器が出来上がるが、ベルなどに問題が発生したため、ヤマハの管楽器アトリエに改良を依頼し、ピッコロトランペットのベルなどを取り付けたり、スライド部の改良を施したりするが、B♭管用にしかならない。このため、ネロ楽器が引き続き製作を引き受け、音色を豊かに幅広くさせる目的でのベルの焼き鈍しと銀メッキを施したC管スライド付きトランペットはついに完成する。これが初代のゼフュロスである。
その後、改良が重ねられ、ピストンにヤマハで新しく開発されたXENOIIを使用したゼフュロスII（ヤマハのE♭管のベル使用）をはじめ、ゼフュロスIII（B♭管 グローバル社製）が次々に開発され、ゼフュロスIVではベル部分を長く取ったため、音色と吹奏感に飛躍的な改善がみられた。

### ゼフュロスⅡの特徴
通常のC管よりやや鋭い音が特徴。スライド部の長さを確保するため、管の細い部分が多く、大きなベルの取り付けができなかった。その後、E♭トランペットのベルを焼き鈍し、柔らかくすることで音色に幅を持たせることに成功、低音域にも対応できるよう改良された。スライド付きでグリッサンドが自由に使え、トロンボーンで使えない音程にもピストンとの併用で対応できる。グリッサンドの幅はピストンを押さない状態で増4度、ピストンを全部押した状態で約長3度。

### ゼフュロスⅣの特徴
ベル部分を長く取ることで音色と吹奏感を飛躍的に改善させる。艶消しの表面には梨地仕上げの工程でピーニングという加工硬化作用が施されることで金属が鍛えられ、音に悪影響を及ぼす残留応力の除去にも成功した。

## ゼフュロスのための作品
この画期的なスライド付きトランペットは新たな音楽表現を切り開く可能性を秘めていたため、多くの先進的な作曲家の創造力を刺激し、短期間に多くの作品が生まれた。
（初演順・日付は初演日）
- 伊東乾 ミカ（サッフォーの詩による愛と死の歌）1993.11.22
- 伊東乾 フェスティーナレンテ（デュオバージョン）1994.5.15
- 伊東乾 フェスティーナ・レンテ（協奏曲）1994.9.16
- 野田雅巳 ペシャワールの谺 1994.12.23
- 中川俊郎 クィド・スム・ミゼール（哀れなる我何を）1995.10.26
- 松平頼則 源氏物語（モノオペラ）1995.10.28
- 川島素晴 Πολυπροσωποζ III 1995.12.21
- 土屋雄 モノディ 1995.12.21
- 中川俊郎 唇・舌・歯・喉のためのエチュード 1996.1.5
- 中村滋延 KAGAMI 1996.1.5
- 中川俊郎 ファンファール・ストリエ 1996.8.3
- 山口淳 化身V 1996.10.15
- 松平頼暁 インタールード・フォー・レクイエム 1996.12.6
- 久田典子 コンプレッション・ポテンツィアータ 1996.12.6
- 川島素晴 Πολυπροσωποζ II 1997.4.27
- 田中吉史 eco lontanissima V 1997.5.10
- 曽我部清典 Nach allen Seiten F liegen..... 1997.5.10
- 松岡貴史 忘れられた時 1998.1.17
- 柴山拓郎 Duo Duet 1999.6.4
- 川島素晴 変奏曲、2つの間奏と終曲を伴う 1999.6.4
- 柴山拓郎 Duo Duet(solo version) 1999.9.26
- 土屋雄 A study of Resonance 1999.9.26
- 松岡みち子 天水〜（ゼフュロス・鉦・キーボードのための） 2000.2.20
- 三輪眞弘 メガホンＭ 2000.7.14
- 後藤英 タン・トレッセ2 2001.2.10
- 川島素晴 ゑすとslide物語 2001.3.25
- マウリツィオ・ピサーティ 雪女 2001.10.22
- 後藤國彦 雪中の狩人 2002.12.27
- 平部やよい　融ける石 2003.8.25

その他、ゼフュロスのために編曲された曲として、バルトークの「ルーマニア民俗舞曲」（鈴木隆太・曽我部清典編）、宇多田ヒカル「First Love」（原田敬子編）など約6曲がある。